# Койсанские языки
Койса́нские языки́ (от нама khoi «человек» и san «бушмен») — условное название автохтонных не-банту языков юга Африки и двух изолированных языков Танзании (сандаве и хадза). Наиболее характерной их чертой является использование щёлкающих согласных (кликсов) в качестве полноценных фонем, что не встречается более нигде в мире, кроме нескольких соседних языков банту, кушитского языка дахало и исчезнувшего ритуального австралийского языка дамин.
Многие койсанские языки в настоящее время находятся под угрозой исчезновения, и немало уже вымерло. Общее число говорящих — около 370 тыс. человек. Область их распространения концентрируется вокруг пустыни Калахари.

## Передача щёлкающих звуков в русском языке
В российской лингвистике существует специальная система обозначений для передачи щёлкающих согласных (кликсов) — в частности, в русскоязычных названиях койсанских языков.
Она и используется ниже:
| МФА | рус | Традиционное название                |
| --- | --- | ------------------------------------ |
| ʘ   | пъ  | билабиальный                         |
| ǀ   | цъ  | дентальный                           |
| !   | къ  | альвеолярный (ранее — ретрофлексный) |
| ǁ   | лъ  | латеральный                          |
| ǂ   | чъ  | палатальный                          |

## История изучения
Довольно долго койсанские языки, в соответствии с народами, говорящими на них, делились на бушменские и готтентотские. Резкой разницы в образе жизни этих народов, подкрепляемой некоторыми типологическими характеристиками (наличие именной категории рода у готтентотов), было достаточно, чтобы не замечать между этими языками ничего общего. Более того, готтентотские языки пытались объединить с другими «гендерными» языками Африки (в рамках хамитской гипотезы).

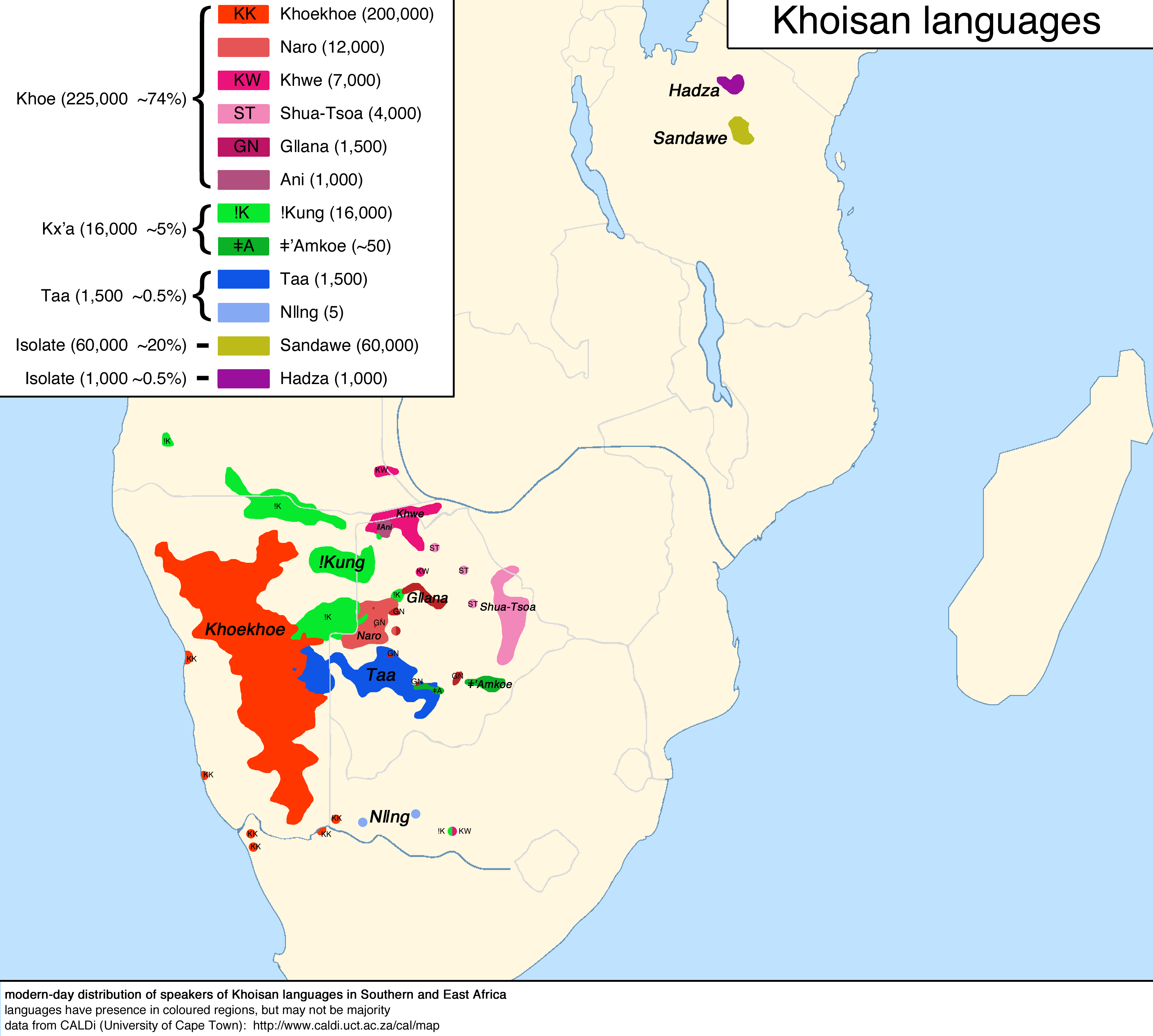
Распространение койсанских языков

Сам термин «койсан» (нама khoi «человек» и san «бушмен») был предложен в 1928 году этнографом Л. Шульце для обозначения общего физическо-расового типа этих народов. Лишь в 1963 году Гринберг связал с этим термином предложенную им ранее макросемью (которую он сам сначала называл «Click languages» («Щёлкающие языки»)). В качестве обоснования этой гипотезы Гринберг указал на некоторые типологические сходства этих языках и их лексические параллели, а главное — на наличие в этих языках щёлкающих согласных (кликсов).
Учёные подтвердили древнюю изоляцию народов койсан от остального человечества и обнаружили среди них группы, живущие порознь в течение 30 тысяч лет. Результаты исследований опубликованы в двух работах, вышедших в журналах «Science» и «Nature Communications».

## Внутренняя классификация
Предложенную макросемью Гринберг разделил на языки хадза, сандаве и южноафриканско-койсанские языки (ЮАК), а последние — на северную, южную и центральные ветви. Доказательство родства ЮАК с двумя изолятами выглядит сейчас весьма проблематичным; родство языков внутри каждой из трёх ветвей (за исключением изолята квади) ни у кого не вызывает сомнений. Самым актуальным за последние полвека оставался вопрос, родственны ли между собой эти три ветви.
В исследовании Г. С. Старостина, в котором, во-первых, подтверждается родство внутри трёх классических ветвей (с включением языка чъхоан в северно-койсанские языки); во-вторых, постулируется и обосновывается родство северно- и южнокойсанских языков (семья жу-къви); в-третьих, обосновывается возможность родства языков жу-къви и центрально-койсанских, более отдалённого, чем, скажем, для языков индоевропейской семьи, но всё же достижимого (койсанская макросемья). Правда, не все специалисты по койсанским языкам принимают эту реконструкцию.
В монографии 2013 года, несмотря на всё, Г. С. Старостин пришёл к выводу, что, по лексикостатистическим данным (анализ 50-словного списка базовой лексики), с достоверностью можно говорить лишь о родстве в рамках отдельных групп койсанских языков: группы жуцъоан; южнокойсанской группы; группы кхой-квади (то есть центральнокойсанских языков с добавлением языка квади); языки хадза и сандаве классифицируются отдельно. Схождения же между этими группами незначительны (не превышают 10-12 % 50-словного списка) и указывают на отсутствие сколько-нибудь близкого родства и необходимость дальнейших исследований для доказательства дальнего родства.
Классификация Г. С. Старостина (2013):
- Хадза
- Макрокойсанские «пост-хадза»
  - Сандаве-кхой-квади
    - Сандаве
    - Кхой-квади
      - Квади
      - Центральнокойсанские (= кхой)
        - Кхойкхой
        - Калахари-кхой

  - Периферийно-койсанские
    - Южнокойсанские (= къкви-таа ~ туу)
      - Къкви
      - Таа

    - Жуцъоан
      - Западный цъоан
      - Севернокойсанские (= жу)

## Обзор койсанских языков
Ныне известные койсанские языки делятся на 3 семьи (две из которых возможно объединяются в одну) и 3 изолированных языка. Для удобства после названий языков приведены их английские соответствия.

### Центральнокойсанская семья (кхой)
- ветвь кхойкхой (готтентотская) — народы нама, хайлъом и дамара
  - язык нама — самый крупный койсанский язык: 234 тыс. чел. в Намибии и ЮАР
  - капский кхойкхой — почти вымерший язык юго-запада ЮАР, сохранились два наречия — къхири (гриква) и къора, менее 100 носителей.
- ветвь чу-кхве (калахарская, центрально-бушменская) — Ботсвана, Намибия (45 тыс.): северо-восток пустыни Калахари
  - группа кхое (11 тыс.)
    - язык кхое (7 тыс.)
    - язык лъани-буга (4 тыс.)

  - группа наро-лъгана (14 тыс.)
    - язык наро
    - язык лъгана-цъгви (4,5 тыс.)

  - восточнокхойская группа (15,35 тыс.)
    - язык шуа (6 тыс.)
    - язык чва  (9,3 тыс.)

### Надсемья жу-къви (периферийно-бушменская (49-54 тыс.))
Единство этой надсемьи не является общепризнанным — она включает 2 семьи:

#### Севернокойсанская семья (жу-чъоанская)
- ветвь жу (къхунг) — на юго-востоке Анголы, севере Намибии и западе Ботсваны (45 тыс.)
  - язык северный къхунг (12,5 тыс.)
  - язык центральный къхунг (6,9 тыс.)
  - язык юго-восточный къхунг (25-30 тыс.) — в том числе наречия жуцъоан и лъхаулъе
  - язык кунг-экока — в Намибии и Анголе
  - язык малиго (2.2 тыс.)
  - язык къхунг дюны Мангетти (500) — в населённых пунктах дюны Мангетти и Омтаку (Намибия)
  - васекела-бушменский язык (секеле, 61,3 тыс.) — запад полосы Каприви
  - язык чъкхао-лъае (чъкхаулъэйн, 7 тыс.) — в Ботсване и Намибии
  - (†) старохайлъомский язык — язык группы хайлъом, ныне говорящих на особом наречии языка нама
  - (†) овамбо-бушменский язык (кеди-чвагга) — перешли на яз. овамбо (банту)
- моногруппа чъоан — на юге центральной Ботсваны (200 чел.), иногда считается изолятом

#### Южнокойсанская семья (таа-къви, туу)
- ветвь таа — на востоке Намибии и западе Ботсваны (4,2 тыс.)
  - язык западный къхонг
  - язык восточный къхонг
- группа къви — ЮАР, Намибия
  - язык нцъу — единственный живой язык этой группы (около 8 чел. говорящих); включает чъхомани и лън-къе
  - язык цъауни-хатия (†)
  - язык чъункве (†)
  - язык лъхау (†)
  - язык цъхам (†)
  - язык лъулъе (†)
  - язык сероа (†)
  - язык къган-къне (†)
  - язык лъхегви (†)

### Изоляты
- Язык квади — вымерший (в XX веке) изолят юго-запада Анголы,
- язык сандаве — изолированный язык Танзании (40 тыс чел.),
- язык хадза — изолированный язык Танзании (800 чел.).

Последние два языка распространены далеко на северо-востоке в Танзании, и с койсанскими языками их сближают лишь потому, что в них есть кликсы и они не входят ни в какую другую известную семью.

### Библиографии онлайн
- Khoisan Bibliography (from EBALL), by Jouni Filip Maho with the assistance of Bonny Sands, 2001—2004
- Khoesaanyms bibliography by J. Maho